# Eriogonum nortonii
Eriogonum nortonii är en slideväxtart som beskrevs av Edward Lee Greene. Eriogonum nortonii ingår i släktet Eriogonum och familjen slideväxter. Inga underarter finns listade i Catalogue of Life.